# Ted Dunbar
Ted Dunbar (Port Arthur, 17 januari 1937 - New Brunswick, 29 mei 1998) was een Amerikaanse jazzgitarist, componist en muziekpedagoog.

## Biografie
Ted Dunbar was een geschoold apotheker, maar werkte sinds de jaren 1970 allen nog deeltijds in zijn oorspronkelijke beroep. Reeds op jeugdige leeftijd had hij zich al geïnteresseerd voor jazz en tijdens de jaren 1950,  als medicijnenstudent aan de Texas Southern University, had hij gitaar en trompet gespeeld in verschillende bands. In 1963 studeerde hij George Russells lydisch-chromatisch concept samen met David Baker in Indianapolis en werkte hij daarna met Baker, Red Garland en Billy Harper. Beïnvloed door Wes Montgomery en de modale jazz verhuisde hij in 1966 naar New York en vervolgde daar zijn muzikale experimenten, speelde in theaterorkesten, werkte als leraar en in bands van Jimmy Heath en McCoy Tyner. Van 1970 tot 1973 speelde hij ook bij het Gil Evans Orchestra (Svengali), in 1971/1972 met The Tony Williams Lifetime, later met Sam Rivers, Richard Davis en Michal Urbaniak.
In 1972 was hij assistent-professor voor jazzstudie aan het tot het Rutgers University behorende Livingston College en later was hij leraar van Kevin Eubanks. In 1978 was hij betrokken bij de laatste opnamen van het Charles Mingus Orchestra (Me, Myself and Eye). Tijdens het Montreux Jazz Festival trad hij op met de Xanadu All Stars. Naast zijn werk op het gebied van de fusion- en modern creative jazz, ten laatste met Randy Weston en Hamiet Bluiett (1994), werkte hij qua stijl ook op het gebied van blues-georiënteerde jazz en was hij betrokken bij plaatopnamen van Jay Jay Johnson, David Fathead Newman, Gene Ammons, Frank Wess, Frank Foster, Susannah McCorkle en Joe Williams. Hij schreef leerboeken over jazzharmonie en gitaartechniek.

## Overlijden
Ted Dunbar overleed op 29 mei 1998 op 61-jarige leeftijd aan een hartinfarct.

## Discografie
Albums onder eigen naam
- 1978: Opening Remarks (Xanadu Records)
- 1982: Jazz Guitarist (Xanadu Records)
- 1992: Gentle Time Alone (SteepleChase Records) met Mickey Tucker, Ray Drummond, David Jones

Albums als sideman
- 1975: Richard Davis: Forest Flowers (32 Jazz)
- 1976: Gil Evans: Svengali (Atlantic Records/ACT)
- 1992: Jay Jay Johnson: Vivian (Concord Records)
- 1989: Frank Wess: Dear Mr. Basie (Concord Records)
- 1971: Tony Williams Lifetime: Ego (Verve Records)

- Bibsys: 4068999
- Bibliothèque nationale de France: cb13925537g (data)
- Gemeinsame Normdatei: 134787447
- International Standard Name Identifier: 0000 0000 7248 4957
- Library of Congress Control Number: n88021897
- MusicBrainz: f242ab91-985f-44c8-a996-59c853a902ab
- Nationale Bibliotheek van Tsjechië: xx0106365
- Nederlandse Thesaurus van Auteursnamen: 097309575
- Virtual International Authority File: 56798482
- WorldCat: E39PBJwtjxGmH93XMkvJYgbKh3